# Parma Foot Ball Club 1924-1925
Questa voce raccoglie le informazioni riguardanti il Parma Foot Ball Club nelle competizioni ufficiali della stagione 1924-1925.

## Stagione
Nella stagione 1924-1925 il Parma conquista finalmente la Prima Divisione, il massimo campionato italiano, a undici anni dalla fondazione. Dopo la presidenza Ennio Tardini, morto nell'agosto 1923 e l'intitolazione dello stadio, una commissione formata da Muggia e Amoretti regge la società ducale. Disputa il girone C del campionato di Seconda Divisione, un girone a dieci squadre, vincendolo con 25 punti, davanti ai cugini del Piacenza con 22 punti, terze appaiate con 16 punti Carpi e Libertas Firenze. Disputa poi il girone finale a quattro squadre con Udinese, Novese e Como, che ha promosso in Serie A le prime due classificate, Udinese e Parma. I crociati in questa stagione sono stati allenati prima da Arturo Gabbi e poi da Pippo Forlivesi. Nel girone finale i ducali iniziano bene vincendo con Como ed Udinese, poi la sconfitta (1-0) di Novi Ligure, e quella pesante di Udine (4-1) nel quarto turno, rimettono tutto in discussione. Il Parma è costretto a vincere un vero e proprio spareggio il 19 luglio in casa contro la Novese, vincitrice dello scudetto tricolore della stagione 1921-1922, i crociati vanno sotto di un gol al termine del primo tempo, poi nella ripresa in diciassette minuti Achille Sacchi, Torquato Rossini e Saulle Franzini firmano una fantastica rimonta, ribaltando il risultato, per i crociati è l'agognato approdo in Paradiso.

## Rosa
| N. |                   | Ruolo | Calciatore       |
| -- | ----------------- | ----- | ---------------- |
|    | Italia (bandiera) | P     | Mario Alfieri    |
|    | Italia (bandiera) | A     | Enzo Bertoli     |
|    | Italia (bandiera) | A     | Luigi Calda      |
|    | Italia (bandiera) | D     | Bruno Dentelli   |
|    | Italia (bandiera) | C     | Saulle Franzini  |
|    | Italia (bandiera) | C     | Giuseppe Gobbi   |
|    | Italia (bandiera) | D     | Alfredo Mattioli |
|    | Italia (bandiera) | D     | Giovanni Mazzoni |
|    | Italia (bandiera) | A     | Tito Mistrali    |

| N. |                   | Ruolo | Calciatore          |
| -- | ----------------- | ----- | ------------------- |
|    | Italia (bandiera) | C     | Cesare Orsini       |
|    | Italia (bandiera) | C     | Giovanni Pavoni     |
|    | Italia (bandiera) | P     | Giovanni Penzi      |
|    | Italia (bandiera) | A     | Ferdinando Rebecchi |
|    | Italia (bandiera) | C     | Giulio Rossi        |
|    | Italia (bandiera) | D     | Torquato Rossini    |
|    | Italia (bandiera) | C     | Renato Rossini      |
|    | Italia (bandiera) | A     | Achille Sacchi      |
|    | Italia (bandiera) | C     | Alfredo Tassi       |

## Risultati

### Seconda Divisione - girone C

#### Girone di andata
| Arbitro: | Grossi (Milano) |

|                                             |           |                                 |
| Tassi 16’ Mistrali 35’, 60’, 63’ Sacchi 44’ | Marcatori | 80’ (rig.) Köller 85’ G. Cecchi |

| Arbitro: | Sartori (Genova) |

|  |           |                               |
|  | Marcatori | 28’ R. Rossini 34’, 63’ Tassi |

| Arbitro: | Musso (Torino) |

|                            |           |  |
| R. Puccinelli 5’ Tomei 25’ | Marcatori |  |

| Arbitro: | Biagini (Alessandria) |

|                                    |           |                          |
| Mistrali 41’ Sacchi 51’ Orsini 63’ | Marcatori | 19’ Benassi 87’ Bergonzi |

| 30 novembre 1924 5ª giornata |  | – Turno di riposo Parma |  |  |

| Arbitro: | Cerri (Milano) |

|                                                            |           |  |
| Mistrali 1’, 73’ R. Rossini 35’ A. Sacchi 49’ Rebecchi 88’ | Marcatori |  |

| Arbitro: | Beretta (Novi Ligure) |

|              |           |                                                                      |
| Reggiani 88’ | Marcatori | 22’ Mistrali 43’ Tassi 58’, 77’ Rebecchi 65’ Franzini 74’ R. Rossini |

| Arbitro: | Merani (La Spezia) |

|                                                 |           |             |
| Tassi 9’ Sacchi 15’ R. Rossini 57’ Rebecchi 76’ | Marcatori | 36’ Maselli |

| Arbitro: | Barbarino (Genova) |

|                        |           |                   |
| Haut 72’ Magnifico 88’ | Marcatori | 33’, 55’ Mistrali |

#### Girone di ritorno
| Arbitro: | Fontana (Bologna) |

|                                    |           |                                          |
| Zucchi 44’ (rig.) Barni 55’ (rig.) | Marcatori | 5’ Mistrali 15’, 75’ Rebecchi 30’ Sacchi |

| Arbitro: | Mainardi (Cremona) |

|                                |           |  |
| R. Rossini 40’, 55’ Sacchi 89’ | Marcatori |  |

| Arbitro: | G. Crivelli (Milano) |

|                              |           |  |
| Sacchi 14’, 71’ Mistrali 40’ | Marcatori |  |

| Arbitro: | Musso (Torino) |

|  |           |                         |
|  | Marcatori | 28’ Mistrali 44’ Sacchi |

| 1° marzo 1925 14ª giornata |  | – Turno di riposo Parma |  |  |

| Arbitro: | A. Crivelli (Milano) |

|                              |           |  |
| Bergamaschi 44’ Canevara 83’ | Marcatori |  |

| Arbitro: | Trezzi (Milano) |

|              |           |  |
| Mattioli 62’ | Marcatori |  |

| Arbitro: | Grossi (Milano) |

|                        |           |  |
| Maselli 6’ Micheli 38’ | Marcatori |  |

| Arbitro: | Biagini (Alessandria) |

|                                                  |           |  |
| Franzini 20’ Mistrali 35’ Rebecchi 46’ Calda 86’ | Marcatori |  |

### Girone Finale

#### Girone di andata
| Arbitro: | Pinasco (Sestri Ponente) |

|              |           |  |
| Mistrali 77’ | Marcatori |  |

| Arbitro: | U. Gama (Milano) |

|                                      |           |                                  |
| Mistrali 18’ Sacchi 51’ Rebecchi 60’ | Marcatori | 38’ (aut.) Mattioli 83’ Tosolini |

| Arbitro: | G. Crivelli (Torino) |

|              |           |  |
| Lombardo 73’ | Marcatori |  |

#### Girone di ritorno
| Arbitro: | Enrietti (Torino) |

|              |           |              |
| A. Cetti 82’ | Marcatori | 32’ Franzini |

| Arbitro: | Trezzi (Milano) |

|                                               |           |             |
| Semintendi 26’ E. Dal Dan 46’, 86’ Gerace 54’ | Marcatori | 75’ Bertoli |

| Arbitro: | U. Gama (Milano) |

|                                        |           |                 |
| Sacchi 48’ T. Rossini 58’ Franzini 65’ | Marcatori | 43’, 84’ Parodi |

## Statistiche

### Statistiche di squadra
| Competizione                      | Punti | In casa | In casa | In casa | In casa | In casa | In casa | In trasferta | In trasferta | In trasferta | In trasferta | In trasferta | In trasferta | Totale | Totale | Totale | Totale | Totale | Totale | DR  |
| Competizione                      | Punti | G       | V       | N       | P       | Gf      | Gs      | G            | V            | N            | P            | Gf           | Gs           | G      | V      | N      | P      | Gf     | Gs     | DR  |
| --------------------------------- | ----- | ------- | ------- | ------- | ------- | ------- | ------- | ------------ | ------------ | ------------ | ------------ | ------------ | ------------ | ------ | ------ | ------ | ------ | ------ | ------ | --- |
| Seconda Divisione - girone C      | 25    | 8       | 8       | 0       | 0       | 28      | 5       | 8            | 4            | 1            | 3            | 17           | 11           | 16     | 12     | 1      | 3      | 45     | 16     | +29 |
| Seconda Divisione - girone finale | 7     | 3       | 3       | 0       | 0       | 7       | 4       | 3            | 0            | 1            | 2            | 2            | 6            | 6      | 3      | 1      | 2      | 9      | 10     | -1  |

### Statistiche dei giocatori
| Giocatore   | Seconda Divisione | Seconda Divisione |
| Giocatore   | Presenze          | Reti              |
| ----------- | ----------------- | ----------------- |
| M. Alfieri  | 17                | -16               |
| E. Bertoli  | 1                 | 1                 |
| L. Calda    | 9                 | 1                 |
| B. Dentelli | 3                 | 0                 |
| S. Franzini | 16                | 4                 |
| G. Gobbi    | 14                | 0                 |
| A. Mattioli | 22                | 1                 |
| G. Mazzoni  | 19                | 0                 |
| T. Mistrali | 21                | 15                |
| C. Orsini   | 1                 | 1                 |
| G. Pavoni   | 2                 | 0                 |
| G. Penzi    | 5                 | -10               |
| Piva        | 2                 | 0                 |
| F. Rebecchi | 22                | 8                 |
| G. Rossi    | 15                | 0                 |
| T. Rossini  | 20                | 0                 |
| R. Rossini  | 21                | 7                 |
| A. Sacchi   | 20                | 11                |
| A. Tassi    | 12                | 5                 |